# Данян-Куншански виадукт
Данян-Куншанският виадукт (на традиционен китайски: 丹陽-崑山特大橋, на опростен китайски: 丹陽-昆山特大橋, на пинин: Dānyáng-Kūnshān tèdà qiáo) представлява най-дългия мост в света към момента на завършването си.
Записан е в книгата на рекордите на Гинес. Строителството му е започнато през 2008 г. и завършено през 2010 г. Представлява част от Високоскоростната Ж.П-линия Пекин –Шанхай. Откриването на моста става на 30 юни 2010 г. Разположен е в провинция Дзянсу в Източен Китай. Дълъг е 164,8 km. Около 9 километра от мостовата конструкция преминава над вода.
Високоскоростната линия е изградена върху мостова конструкция, за да се използва по-малко обработваема земя в гъстонаселения район и по-бързото изграждане на линията. За разлика от една разположена на земята ЖП транспортна отсечка, която заема на всеки километър от линията по около 284 декара земя, виадуктът заема само 109 декара. Използването на унифицирани готови елементи са предпоставка за едно ефективно производство на елементи и намалява разходите за проектиране.